# Heinrich Wilken (Politiker, 1885)
Heinrich Wilken (* 12. Mai 1885 in Döhren bei Melle; † 13. Oktober 1951 ebenda) war ein deutscher Politiker (CDU). Er war Mitglied der ernannten Landtage von Hannover und Niedersachsen.
Wilken besuchte die Volksschule und war nach deren Abschluss im landwirtschaftlichen Betrieb seines Vaters tätig. Er besuchte die Landwirtschaftsschulen Meppen und Hildesheim. Von 1914 bis 1918 war er Soldat im Ersten Weltkrieg. Bis 1933 war Wilken Mitglied der Zentrums-Partei und für diese Vorsteher und Mitglied des Kreistages und des Kreisausschusses. Nach Ende der Zeit des Nationalsozialismus war er ab September 1945 am Aufbau der CDU im Kreis Melle beteiligt. Im Jahr 1946 war er Mitglied des ernannten Hannoverschen Landtages und danach des ernannten Niedersächsischen Landtages.